# Winchester modèle 1903
Le Winchester modèle 1903 a été la première arme semi-automatique disponible dans le commerce, fabriquée par la Winchester Repeating Arms Company.

## Histoire
Le Winchester Model 1903 a été conçu par T. C. Johnson (en), qui avait rejoint Winchester en 1885 et s'était fait connaître au niveau national en tant qu'inventeur de fusils à succès. Cette arme a d'abord été chambrée pour la cartouche .22 Winchester Automatic (es).
En 1919, le nom du modèle 1903 a été raccourci en modèle 03, et après une refonte partielle dans les années 1930, il a été rebaptisé modèle 63. En plus d'autres changements, le modèle utilisait la cartouche .22 Long Rifle. Cette cartouche était plus populaire que la cartouche .22 Winchester Automatic et était demandée par les clients.
Le modèle 63 a été mis en vente pour la première fois en 1933 et est resté en production jusqu'en 1958.
La production s'est élevée à environ 126 000 fusils modèle 1903 et à environ 175 000 fusils modèle 63.

## Conception et caractéristiques
Le modèle 1903/modèle 63 est doté d'un canon rond de 510 mm. La fabrication d'un canon de 580 mm est approuvée en 1933, et le canon 510 mm est abandonné en 1936.
Le modèle 1903/modèle 63 a un magasin tubulaire dans la crosse. Le chargeur contient dix cartouches et se charge par une fente sur le côté droit de la crosse.
Le modèle 1903 et le modèle 63 sont des fusils à démontage rapide (en). Le mécanisme de démontage du modèle 1903 exige que l'utilisateur appuie sur la vis de verrouillage de démontage par une fente dans la soie pour libérer le verrou du cliquet. Le modèle 63 présente un mécanisme amélioré qui exige que l'utilisateur tourne simplement la vis de démontage vers la gauche jusqu'à ce que le mécanisme se déverrouille.
La fonction d'auto-chargement du modèle 1903/modèle 63 est assurée par l'utilisation d'un mécanisme simple fonctionnant par soufflage. Ce mécanisme comporte une culasse équilibrée, c'est-à-dire que la culasse contient une quantité de métal proportionnelle au poids et à la vitesse de la balle. Les forces de recul sont ainsi équilibrées, de sorte que la culasse ne se déplace pas vers l'arrière tant que la balle n'a pas quitté la bouche du canon, ce qui permet de tirer la balle sans perte d'énergie. La conception originale de ce mécanisme à chargement automatique oblige Winchester à concevoir une cartouche personnalisée (la .22 Winchester Automatic (es)) pour l'accompagner. Ce mécanisme est redessiné pour le modèle 63 afin de lui permettre de tirer la cartouche .22 Long Rifle, qui est alors devenue beaucoup plus populaire.
Le modèle 1903 est présenté comme un « fusil automatique ». Aujourd'hui, on parle plutôt de fusil semi-automatique, car le mécanisme de chargement nécessite d'appuyer sur la gâchette à chaque tir.

## Variantes
Le modèle 1903 est disponible en version « standard » et en version « deluxe » (également appelées versions plain et fancy). La version standard a une crosse en noyer ordinaire avec une poignée droite ordinaire. La version deluxe a une crosse pistolet en noyer quadrillé avec un avant-bras quadrillé. Un chargeur tubulaire situé dans la crosse contient dix cartouches.
Les 5 000 premiers fusils ont été produits sans mécanisme de sécurité. Par la suite, une sécurité (es) a été ajoutée. Le modèle 63, introduit en 1933, est chambré pour la cartouche populaire et largement disponible .22 Long Rifle. Il est d'abord fabriqué avec un canon de 20 pouces, puis avec un canon de 23 pouces de 1936 jusqu'à la fin de la production en 1958. Environ 175 000 carabines modèle 63 ont été fabriquées, les 10 000 dernières étant dotées d'un haut de caisse rainuré pour le montage d'une lunette.